# Antônio Guilherme Ribas
Antônio Guilherme Ribeiro Ribas (São Paulo (SP), 20 de setembro de 1946 – São Paulo (SP), 28 ou 29 de novembro de 1973) , foi um estudante, guerrilheiro e militante do Partido Comunista do Brasil (PCdoB) desaparecido na ditadura militar brasileira,  regime instaurado em 1 de abril de 1964 e que durou até 15 de março de 1985. É um dos casos investigados pela Comissão Nacional da Verdade (CNV), que apura mortes e desaparecimentos na ditadura militar brasileira. Foi conhecido na luta contra o regime militar como Ferreira.

## Juventude
Antônio Guilherme Ribeiro Ribas nascido em 20 de Setembro de 1946, na cidade de São Paulo, Era filho de Benedicta de Araújo Ribeiro Ribas, conhecida como Dona Yaya, que possuía uma família tradicional, sendo bisneta do Brigadeiro Manuel Rodrigues Jordão, um dos homens mais ricos de todo o império. O pai de Antônio Guilherme era Walter Scheiba Pinto Ribas, participante da Revolução Constitucionalista de 1932. Seu pai costumava dizer que "todo homem deveria passar pelo menos por uma revolução". Em um depoimento do irmão de Antônio Guilherme, Dalmo Ribas, na Comissão da Verdade do Estado de São Paulo, ele relembrou uma passagem em que o pai em uma festa de aniversário chamou os dois garotos e disse: “Vocês estão aqui embaixo, se não houver uma luta revolucionária que transforme tudo isso aqui, vocês nunca vão chegar aqui em cima”. Pensamento absorvido por Antônio Guilherme e também pelo seu irmão Dalmo, que vieram futuramente a se filiarem no Partido Comunista do Brasil, o PCdoB. Tinha quatro irmãos.
Estudou até o 3º colegial no Colégio Estadual Basílio Machado.  Quando criança e jovem passou grande parte do seu tempo pelas ruas da Vila Mariana, bairro na região sul da cidade de São Paulo.

Em 1967, foi eleito presidente da União Paulista dos Estudantes Secundaristas (UPES). . Fato que aconteceu no XV congresso da UPES no Conjunto Residencial da Universidade de São Paulo (CRUSP) em junho. Na época, o líder do Colégio Estadual Doutor Octávio Mendes (CEDOM) e seu colega de diretoria, Darcy Nogueira justificou sua indicação como  “o único apartidário com relevância no movimento secundarista”. Contudo, seu irmão Dalmo disse que a trajetória de Antônio na militância comunista iniciou antes da realização do congresso da União Paulista dos Estudantes Secundaristas. Ambos, segundo seu irmão Dalmo, participaram de um curso político-militar, que aconteceu na cidade de São Vicente, interior de São Paulo dirigido por Oswaldo Orlando da Costa (conhecido como Oswaldão) e também lecionado pelo jornalista Armando Gimenez. 
O político e advogado brasileiro José Dirceu que por vezes encontrava Antônio Guilherme nas assembleias no Conjunto Residencial da Universidade de São Paulo (CRUSP) e em manifestações de rua, o definia como "um rapaz amigo, brincalhão, mas muito aguerrido, que cultivava e se entusiasmava com o bom combate e a bos discussão". Depoimento dado em entrevista à jornalista Amira Camargo. O político ainda afirma que Antônio Guilherme possuía uma voz forte, junto com seu corpo alto e forte, o fazia um orador excelente e de fato muito convincente.  

## Ditadura
O militante foi detido em 7 de setembro de 1968 pelo Departamento de Ordem Política e Social  (DOPS), enquanto ele e outros estudantes distribuíam panfletos contrários à ditadura militar, durante a parada militar comemorativa da Independência do Brasil. Passou 34 dias no antigo presídio Tiradentes e no mês seguinte conseguiu ser liberado a partir de um habeas corpus. No ano de 1968, no dia 8 de outubro, quando participava do 30º congresso da União Nacional dos Estudantes (UNE) em Ibiúna, Antonio foi preso novamente e condenado a 1 ano e 6 meses de detenção. A polícia invadiu o local onde se realizava o Congresso, prendendo os estudantes e inclusive várias lideranças. Foi o caso de José Dirceu, Luís Travassos, Helenira Resende de Souza Nazareth, Antonio Guilherme Ribeiro Ribas
Nesse período, o militante passou por várias cadeias do País, como Presídio Tiradentes, Forte de Itaipu na Praia Grande, Delegacia de Polícia da Vila Mariana, Quartel do Batalhão de Caçadores do Município de São Vicente, Casa de Detenção de São Paulo e Quartel de Quitaúna.
No Relatório Arroyo conta que Jaime Petit da Silva e Antonio Guilherme encontraram no dia 28 ou 29 de novembro de 1973 uma patrulha do Exército, perto da Grota do Nascimento, desligando-se do grupo. O relatório do Ministério do Exército, de 1993, confirma a versão e menciona que Ferreira foi morto em confronto com as “forças de segurança”. Já o relatório da Marinha, do mesmo ano, registra a informação de que ele morreu em 20 de fevereiro de 1973. A versão do relatório do Centro de Informações do Exército (CIE), do Ministério do Exército, contraria os dados acima, determinando o dia 19 de dezembro de 1973 como a data oficial da morte de Antonio, correspondente ao codinome Zé Ferreira.
O caso foi investigado pela família, em conjunto com o Comitê Brasileiro pela Anistia de São Paulo, com o objetivo de encontrar seus restos mortais e definir a data exata de seu falecimento. Seu irmão, José Dalmo Ribeiro Ribas, buscou novas informações no Quartel General do II Exército, em São Paulo, procurando informações do Comandante Dilermando Monteiro, mas foi recebido pelo tenente-coronel Pinheiro, que o informou que o assunto era sigiloso dentro do exército e que o mesmo parasse de procurar notícias do irmão. 

## Desaparecimento e morte
Depois de integrar-se à guerrilha de Araguaia, Antonio não se comunicou mais diretamente com a família. Ali foi morto em tiroteio pelas forças de segurança. Por usar documentos e nome falsos, teria sido enterrado como indigente.  Sobre as informações que os familiares de Antônio obtiveram depois disso, seu irmão, José Dalmo Ribas, declarou:
| “ | Tivemos ainda um encontro de despedida. E só voltamos a ter notícias dele em 1973, por intermédio de Francisco Romanini, que esteve preso na Operação Bandeirantes, quando então ficou sabendo sobre Guilherme e suas atividades políticas na região do Araguaia. Mais tarde, em 1975, nossa família recebeu uma intimação da Auditoria Militar para Guilherme. Nesse julgamento, Guilherme, na qualidade de revel, foi absolvido. Ficou absolutamente claro para mim que meu irmão tinha sido morto pelos agentes da repressão política. | ” |

Até hoje é desconhecido o paradeiro do corpo de Antônio, ainda que sua família tenha tentado buscar informações depois de seu desparecimento. A Comissão Nacional da Verdade, no dia 12 de abril de 2013, fez uma audiência pública sobre os casos dos guerrilheiros desaparecidos no Araguaia nascidos em São Paulo ou que tiveram atuação política nesse estado. Dentre os casos abordados na audiência estava o de Antônio Guilherme Ribas, que foi considerado desaparecido político pelo colegiado, já que, por conta de seus familiares nunca terem recebido os restos mortais, não foi possível realizar seu sepultamento.
A Sentença da Corte Interamericana no caso Gomes Lund expõe explicitamente que:
| “ | O ato de desaparecimento e sua execução se iniciam com a privação da liberdade da pessoa e a subsequente falta de informação sobre seu destino, e permanece enquanto não se conheça o paradeiro da pessoa desaparecida e se determine com certeza sua identidade, sendo que o Estado tem o dever de investigar e, eventualmente, punir os responsáveis | ” |

## Depoimento a sua memória
Em abril de 2013, o irmão de Antônio Guilherme Ribeira Ribas, Dalmo Ribas deu um depoimento emocionado na Comissão da Verdade do Estado de São Paulo "Rubens Paiva" presidida pelo deputado estadual Adriano Diogo, do Partido dos Trabalhadores (PT). Na ocasião, que contava com familiares de militantes desaparecidos na Guerrilha do Araguaia, Dalmo falou da trajetória do irmão e ressaltou a luta incessante do seu irmão: "Já fiz depoimentos públicos falando sobre o meu irmão e sobre a sua atuação. Porém, sempre são ressaltados os aspectos institucionais do Guilherme. O fato dele ter sido presidente da UPES (União Paulista de Estudantes Secundaristas). Me parece que sempre faltou falar do que leva um jovem a optar pelo caminho que ele, eu, e tantos outros optaram.".
Seu irmão Dalmo ainda dissertou sobre o sentimento de tristeza que ainda paira a família e a culpa que carrega até hoje:" Lamento muito a morte do Guilherme. Ele foi parar no partido porque eu o levei para o partido. Quando ele se despediu para ir para o Araguaia, nós nos reunimos na casa do meu irmão Valter, lá na Rua dos Comerciários. Ele conversou sobre a consciência que tinha sobre o caminho que estava tomando. Neste dia, lamentou um dor que estava sentindo no dente canino, visivelmente cariado. Eu me lembro de ter conversado por mais tempo com ele sobre aquele dente cariado, do que propriamente sobre a escolha que ele estava fazendo. Para mim, era muito doloroso". 

## Homenagem
Na cidade de São Paulo, no bairro Jardim Guanhembu, há uma rua batizada de Antonio Guilherme Ribas em homenagem ao guerrilheiro.